# Melty Blood
《Melty Blood 逝血之戰》是由同人冒險遊戲《月姬》改编的同人格斗游戏系列，一般翻译为“月姬格斗”。原本是由TYPE-MOON（《月姬》原作者）和渡边制作所共同开发的Windows平台的PC游戏，渡边制作所解散后，由新组织フランスパン继承其版权并进行后续开发，并由ECOLE SOFTWARE进行发行及其它平台的移植。

## 沿革
2002年12月，本作原始版初发表时，作为格斗游戏其平衡性相当之差，甚至还存在一击必杀（并非正常设定，将其视为BUG较为妥当）、无限连段（即可以由一方完全压制另一方直至胜利，且被压制方毫无反击甚至破解的办法；这对于对战游戏来说是非常恶劣的设计不良）等十分严重的问题。后来经过多次补丁调整之后平衡性逐渐提高。
后来，渡边制作所宣告解散，由フランスパン继承渡边制作所名义对本作进行技术支援。再后来，TYPE-MOON也宣告解散，并由其成员成立的新公司ノーツ继承TYPE-MOON名义及月姬相关的各种权力。
2004年5月，发表其资料片“MELTY BLOOD Re·act”（虽然从其更新的幅度来看即使脱离原始版恐怕也没有问题，但此版本确实无法单独运行，不过存在爱好者自行制作的“精简版”；此外，会覆盖原始版中的剧情模式存档），并于其后发布补丁直至其最终调整版（版本号Ver2.51 FinalTuned，简称FT）中，总算是完成了调整到可以胜任对战要求的最终版本。
Re·ACT中，尽管对系统、界面、角色等进行了各种大幅的调整，但直到最终的FT版也并未提供任何通过网络连线进行对战的设计或方式，也不支持更改键盘操作所需的按键（存在可以通过键盘操作的默认Player1及Player2按键设置，但由于Player2要使用到小键盘，对于精简了键盘的笔记本电脑来说比较容易造成困扰），但提供了设定画面供修改摇杆按键。
在原作《月姬》的影响力下，加上华丽的画面及简单的操作和语音（除原始版的剧情模式没有语音外，本游戏为全程语音），拥有不少忠实玩家的MELTY BLOOD于2004年7月发表了即将登陆大型机台的消息。届时将作为系列新作“ACT Cadenza”发表，而从实际发表的作品来看，系统上进行了各种调整，并增加了数名新角色。其后更是拓展到了PS2平台，并曾一度成为著名电子竞技格斗赛事鬥劇的比赛项目之一。
ACT Cadenza移植到PC平台时，于初回版中附赠了2片装的原声音乐CD。由于仍然存在少量BUG，移植后于官方网站发布了直至1.03版的补丁。
2008年，在大型机台上推出系列新作“Actress Again”，对游戏系统进行大幅调整并增加数名新角色。2009年移植到PS2平台时也有增加新的角色，并于2010年逆移植到大型机台平台“Actress Again Current Code ”。在2011年12月下旬、日本方面正式售賣“Actress Again Current Code ”的PC版本(新增真祖愛爾奎特、完全武裝雪兒二名角色)

### MELTY BLOOD: TYPE LUMINA
基於月姬重製版的新作《MELTY BLOOD: TYPE LUMINA》預定於2021年發售，對應PlayStation 4、Nintendo Switch、Xbox One、Steam平台，將推出日文、英文、繁體中文、簡體中文及韓文版。

## 版本差异
- 原始版
  - MELTY BLOOD（机种：PC）

具有剧情模式及对战模式。
剧情模式是完整的新作剧情。
对战模式中最初只能使用6名角色，分别为希翁、远野志贵、爱尔奎特、希耶尔、远野秋叶、翡翠&琥珀。
但完成剧情模式可以解锁对战模式中的其他角色。
尼禄·卡欧斯及翡翠需安装随攻略附赠的光盘中的V1.10补丁才能使用。
没有街机模式。平衡性极差。
- Re·Act
  - MELTY BLOOD Re.ACT（机种：PC）（最新版本为2.51 FinalTuned）

原始版本的资料片性质，新增了街机模式。
对旧人物进行了大幅的平衡性调整，界面也焕然一新。本作中存在数名无法使用的CPU专用角色。
增加新人物尼禄·卡欧斯、翡翠及弓塚五月、莲。
角色动作较原始版快，因此流畅度也有所提高。
- Act Cadenza（AC）
  - MELTY BLOOD Act Cadenza（机种：大型机台）
  - MELTY BLOOD Act Cadenza Ver.A（机种：大型机台）
  - MELTY BLOOD Act Cadenza Ver.B（机种：PS2）
  - MELTY BLOOD Act Cadenza Ver.B2（机种：大型机台）
  - MELTY BLOOD Act Cadenza Ver.B（机种：PC）（最新版本为1.03A）

具有街机模式、对战模式及生存模式、2vs2组队模式及2vs2接力模式。
增加新人物白莲（VerB）、苍崎青子与猫姬、混沌貓姬（VerB），
并进行一些调整（上述原Re·ACT CPU专用角色的行动亦有很大不同）。
- Actress Again（AA）
  - MELTY BLOOD Actress Again（机种：大型机台）
  - MELTY BLOOD Actress Again（机种：PS2）
  - MELTY BLOOD Actress Again Current Code（机种：大型机台（PS2版逆移植）
  - MELTY BLOOD Actress Again Current Code（机种：PC）（最新版本為Rev1.2）

PS2版具有街机模式、对战模式、生存模式及Boss Rush模式。
各模式内部新增新月、半月、满月形式（Style）供选择，不同形式下可以使用的指令技等会有很大差异。
增加新人物罗亚、莉茲‧拜斐、校服秋叶。
PS2版新增加公主爱尔奎特（需满足一定条件）及两仪式。
最新補丁更新公主爱尔奎特動作且增加角色機器翡翠&琥珀、機器翡翠&貓姬、完全武裝希耶尔。
PC版刪除生存模式及Boss Rush模式但追加網路對戰模式，可選擇官方伺服器隨機對戰或是直接IP連線對戰。
PC版將公主愛爾奎特正式命名為真祖愛爾奎特
PC版刪除"空の境界　俯瞰風景"場景。
- Type Lumina（TL）
  - MELTY BLOOD TYPE LUMINA（机种：PC, 任天堂Switch, PlayStation 4, XBOX ONE）

最初版本只有13個角色，分别为远野志贵、爱尔奎特、希耶尔、远野秋叶、翡翠&琥珀、羅亞、軋間紅摩、有間都古，以及新角色諾耶尔、弗洛福和劍兵。
比起MBAACC，本作的角色速度更加快，流暢度也大幅提高。
網絡對戰模式采用回滾網絡系統，但不太穩定。
系統方面進行改動：前作的三種月形融合成爲Moon Drive，覺醒時間中可以無限使用EX必殺技；氣槽在戰鬥初期為3顆氣滿氣，戰敗一場後，為4顆氣滿氣。ARC Drive需要3顆氣發動，Last ARC需要4顆氣發動。
操作方面大量簡化：連技核心為一鍵連段，ABC鍵其一皆可。ARC Drive統一指令為236BC，Last ARC統一指令為同時按ABCD鍵，或者Blood Heat中使用普通盾發動。

## 剧情简介
MELTY BLOOD本篇（原始版/Re·Act版的剧情模式）
自月姬本篇结束后约1年，8月初，夏天。志贵等人所居住的三咲町中，伴随着有些异常的燥热，似乎某些诡异的气氛正在蔓延开来。街上的人们间流传着“一年前吸血鬼又出现了”的流言。为了确信传言的真伪，在夜晚的街道上徘徊着的远野志贵，遇到了一名自称希翁的少女。故事就由此拉开了帷幕——。
随着战斗的结果将决定剧情路线，存在风格各异的多条线路和多个结局。
其中K路线“幻影之夏·虚言之王”是围绕希翁和瓦拉齐亚之夜展开的正统主线。
MELTY BLOOD Re・ACT（Re·Act版街机模式）
季节一样是夏天。在流传着“黑猫、白猫、两边都不是的猫”传闻的地方，主人公（18组）邂逅与对决成为同义词的、追随着操纵梦境的存在最终抵达黑幕的所在的故事。
由与歌月十夜、MELTY BLOOD本篇都有所不同的、番外或者说MELTY BLOOD本篇后日谈般的小故事所组成。
MELTY BLOOD Act Cadenza
和本篇没有剧情上直接的联系、即使有关也是平行的展开的“以月姬的登场人物们各自为主角的故事”。主人公（22组）各自的前篇或者外传性质的故事。
MELTY BLOOD Actress Again
袭击三咲町的TATARI事件得到解决后已经过去了1年，时间仍然是夏天。因再次出现的TATARI充满异常的燥热、杂音的夜晚的街上、一些人不见了踪影、不应该在的人却出现了、明明应该有的记忆却消失了。察觉到异变试图解决的人、尽管是虚幻的存在却依照自己的主见行动的人、潜伏在异变中暗地里活跃着的人、各自对决，并抵达了各自的结局。
“希翁篇”的完结篇，也被称为MELTY BLOOD1.5。
至今为止MELTY BLOOD的故事正宗的续篇，讲述本篇、Re·Act、Act Cadenza中各个角色各自的后日谈。

## 主题歌
片头
- 原始版

「Melty blood」
歌 - 来兎
- Actress Again

「Blood Drain」
歌 - 笑歌

片尾
- 原始版 - Act Cadenza

「memories of once｣
歌 - 木ノ下ゆり
「終りない夢廻｣
歌 - 綾菓
- Actress Again

「静寂のフォルティッシモ｣
「Everlasting Destiny｣
歌 - 笑歌
「wandering in torture｣
歌 - 美弥乃静

## 角色简介
以下以MELTY BLOOD系列中的剧情为主，另参见月姬、歌月十夜中的介紹。

以下如非特例，人名采用译名/原名/英字（游戏内显示为准）的记述方式。

### 远野志贵
配音：野島健儿（原始版~Actress Again）/金本涼輔（TYPE LUMINA~）
- 为了方便，一般来说，下文中出现“志贵”是指远野志贵，“七夜”是指七夜志贵（后详）。

远野志贵/日语：/Shiki Tohno
- 主武装：小刀、直死之魔眼

Arc Drive：十七分割（日语：十七分割（じゅうななぶんかつ））
Last Arc：直死之魔眼（日语：直死の魔眼（ちょくしのまがん））
- 登场作品：月姬

原作《月姬》中的主角。由于小时候发生的意外，拥有能目视物事的“死”的异能“直死之魔眼”的中学生。虽然经常被误会为本系列的主角。在本系列中似乎是比原作更加习惯于战斗的样子。
在本系列中，原作中不解风情老好人的性格得到了保留，《Actress Again》中，在爱尔奎特的街机模式第8战作为对手登场（不过另一版本中此战对手是罗亚）；为了避免爱尔奎特乱来前往先行解决掉欧西里斯之砂，但却是借助了其他女角的帮助下；另外还把爱尔奎特称为“脑袋有点毛病的吸血鬼”惹她不高兴。
原始版中使用应该已经忘却的七夜一族体术进行战斗，但在《Re·Act》以后基于设定，被和七夜志贵区分开，大多数技能也被删改。此外，由于冲刺性能、对空性能良好，是无愧于主角之名的角色。连段也基本不需要太复杂的操作，因此算是本系列的入门角色。
《Actress Again》中，七夜一族体术逐渐被重新起用。
七夜志贵/日语：/Shiki Nanaya
- 主武装：七夜小刀、暗杀术

Arc Drive：闪鞘·迷狱沙门（日语：閃鞘·迷獄沙門（せんさ·めいごくしゃもん））
Last Arc：极死·七夜（日语：極死·七夜（きょくし·ななや））
- 登场作品：月姬、歌月十夜、MELTY BLOOD

用着旧姓“七夜”的另一个志贵。有杀人癖。
严格意义上来说，和“歌月十夜”中登场的“七夜志贵”是不同的存在。在本系列的各部作品中也分别有不同的设定：原始版中，它是由于志贵对自己反转冲动的畏惧和不安被瓦拉齐亚之夜映照出来，而作为TATARI登场；从发言中推测它也能使用“直死之魔眼”，但原作者後来提及他并没有直死之魔眼。以后的作品中，则是作为远野志贵“平常不被使用的已经死去的一部分、杀人鬼人格”，在《Re·Act》中被白莲以恶梦、《Act Cadenza》被瓦拉齐亚之夜以TATARI具现而登场。《Actress Again》以后则是与白莲签订了契约，尽管是倚靠白莲才能存在，但名义上成为了她（使魔）的MASTER。在各作中的结局也有不小的差异。
基本上是口气玩世不恭（另外，可能是瓦拉齐亚之夜的影响，台词里面充斥着谜词，连Arc Drive的名称都很奇怪），只要是被他看到，就算是自己的创造者也想杀掉的杀人鬼。不过，也有想与尼禄·卡欧斯再正式地一决胜负、为了七夜一族的尊严想与轧间红摩一战 的一面。《Actress Again》中也许是受到白莲的影响，性格比以前变得更加圆滑，红摩的说法是“变得像个人类了”。另外，对翡翠、有间都古战中，台词相对比较温和；不过反过来因为调侃的语气，和秋叶一见面就会打起来。
原始版中与远野志贵雷同，不过由于原始版远野志贵的技能都属于“七夜一族体术”，实际上是继承了原始版远野志贵的技能……的基础上，也被进行了大幅度的修改。技能大多数属于奇袭类，还具有能在空中無視抛物线直接下落到地面的独有指令，旨在抑制对手的行动并出其不意展开攻击的角色。《Act Cadenza Ver.B》中，强力的Back Dash技能被调整一事在『アーネンエルベの一日』中也有被提及。

### 希翁
身高：161 cm 体重：48 kg 三围：86/55/83 生日：6月1日 血型：Ｂ型

配音：夏樹莉緒（原始版~Actress Again）/明坂聡美（UNDER NIGHT IN-BIRTH）/青木志贵（Fate/Grand Order）
希翁‧艾爾多娜‧亞特拉斯/紫苑‧艾爾特娜姆‧阿塔拉西婭/日语：/Sion Eltnam Atlasia
- 未接触代理版漫画的游戏粉丝间以紫苑较为常用。但并非官方汉字名。在手機遊戲《Fate/Grand Order》的台灣中文版中官方翻譯為紫苑。
- 主武装：以太光纤、Barrel Replica

Arc Drive：
Last Arc：
- 登场作品：MELTY BLOOD

MELTY BLOOD剧情部分的主角。埃及人。完全的理性主义者，认为“通过计算得出的结果就是全部”。不过，在相互关系恶劣的“月姬”女主角中，是珍稀的能和其他女主角比较合得来的存在。
使用家族代代相传的以太光纤（纳米单位的纤维丝，平常收纳在手镯里）盗取他人思考的灵子骇客。光纤延伸距离可达1500米，肉眼难以察觉并具备束缚和麻醉的骇客的效果，火力不足但对人战斗是一流武装。此外，能够进行以假想式将思考中枢分为数个，进行同时演算的“高速思考和分割思考”。分割思考数量为7，在学院里贝分类为天才。演算能力能达到旧型办公室电脑的水平。
她本名为索卡利斯，8年前成为埃及炼金术师协会“亚特拉斯院”的次期院长候补而被冠上亚特拉斯之名。但在3年前前往讨伐TATARI（瓦拉齐亚之夜）时，被击败并遭到吸血而半死徒化（由于TATARI的特殊性一直免于受到它的影响，加上她没有产生过对他人的好感也就谈不上产生吸血冲动而没有吸过血，所以尚未完全死徒化）。不过依据攻略本给的设定，这阶段的运动能力已经比一般死徒还高了。希翁为了消灭TATARI叛离了亚特拉斯院，因此正被追捕中。在主线结局中，战胜了死徒化，与志贵和爱尔奎特共同将TATARI完全消灭。
使用将以太光纤像鞭子一样挥出的技能及枪技、摔角技，属于全能型角色。原本是本系列中唯一具有几乎可以无限压制对手的连续技的角色，不过在Act Cadenza Ver.B中被调整了。作为代替，各技能的基础性能得到了提高。
在French-Bread另一个格鬥遊戲《UNDER NIGHT IN-BIRTH》中以“艾爾德納姆”命名客串登场。
在 《Fate/Grand Order》中交代，在《Fate》世界線中被祖先翠皮亞收養成為其養女。
吸血鬼希翁/日语：/Sion TATARI
- 主武装：身为死徒的体能、TATARI

Arc Drive：
Last Arc：No Ark
- 登场作品：MELTY BLOOD

别名TATARI希翁、V希翁。二十七祖候补。希翁想象中的自己完全死徒化的模样的具现化、或者希翁本身由于吸血冲动变强而成为的状态。
《Actrss Again》中采用希翁死徒化的设定推进剧情，言行举止在相当程度上过激化了。此外，该作中伴随着利兹·拜斐作为玩家可以选择的角色登场，吸血鬼希翁的Last Arc也进行了修改。
和七夜志贵一样，在原始版中，几乎和普通的希翁没有差异，但在《Re·Act》中进行了差异化。拥有继承自瓦拉齐亚之夜的能力，能将爪痕具现化进行攻击或者召唤其他角色（以TATARI的形式）进行远程攻击，并能借吸血回复体力，基本改良方向是比原版更加适用于接近战的类型。
欧西里斯之砂/日语：/Dust of Osiris
- 登场作品：MELTY BLOOD Actress Again

CPU专用角色。除一部分角色之外是Actress Again中的共通Boss角色。
冥界之鸟，作为瓦拉齐亚之夜的后继者继承死徒二十七祖的第13位，再次令三咲町蒙受TATARI袭击的元凶。企图通过再现瓦拉齐亚之夜所作出的幻影之夏，将结局篡改完成空想的结末的世界，发动把现实封印到空想中的大禁咒。能够用人类的血液大量生产炼金术奥义的贤者之石。
其实是4年前遭遇TATARI被瓦拉齐亚之夜吸去的希翁的“人类的血液”在TATARI被消灭后得以利用TATARI的机能具现出来的，未被瓦拉齐亚之夜吸血，因此未曾到访日本，在亚特拉斯院生活的希翁的最终形态。乘坐切换到自卫模式的赫尔梅斯进行战斗。欧西里斯之名来自埃及神话中掌管生产及死后冥界的神欧西里斯。
她的目的是保存灵长类（人类）的记录。由于得出无法规避世界及人类终将毁灭的结局，为了将人类的记录残存到毁灭后的世界而制作了“灵子演算机（赫尔梅斯）”。但是，要运行赫尔梅斯需要将全人类的血液转化为贤者之石，进一步演算出全人类被贤者之石化的“空想的结末”并将其实现。
继G秋叶、混沌猫姬G666后登场的巨大Boss。拥有广大的攻击范围。大型机台版中随着魔术回路的累积能够使用EX技，PS2版则是能使用高威力的不可防御的Arc Drive使得难度有所提高。在没有冠上CC的《Actress Again》中，只要能取得一次胜利就算战胜。

### 爱尔奎特
配音：柚木涼香（原始版~Actress Again）/長谷川育美（TYPE LUMINA~）
愛爾奎特‧布倫史達特/日语：/Arcueid Brunestud
- 主武装：身为真祖的体能

Arc Drive：
Last Arc：
- 登场作品：月姬

原作《月姬》的正女主角。被分类为真祖的吸血鬼。在原始版的剧情模式中，在公园登场但很快就和志贵与希翁展开战斗，戏份不多。
《Act Cadenza》中讲述了被志贵所杀之前的前日谈。
拥有良好的对空、突进技及类似一般格斗游戏的主角的必杀技，在接近战中较有优势。向着对手一直冲刺的话，可以冲到对手身后。
暴走愛爾奎特/日语：/Red Arcueid
- 主武装：空想具现化、吸血冲动

Arc Drive：
Last Arc：
- 登场作品：月姬

志贵记忆中不想遇到的事物通过TATARI形成的具有爱尔奎特形态的东西（《Act Cadenza》中是受TATARI影响导致爱尔奎特的吸血冲动得到自我而乖离出的存在）。也是爱尔奎特本身因血发狂失去理性时的样子，但在本系列中未曾作为本身登场过。
由于是仿冒品，或者可能是因为仅仅是由“不安”所产生，设定上仅有正品的爱尔奎特真正暴走时40%程度的水平（普通情况下爱尔奎特是暴走时30%左右）。瓦拉齐亚之夜也表示“到底也只能重现30%左右就是极限了”。《Act Cadenza》中，面对正品爱尔奎特时曾表示“就算把100个我加起来也打不赢正品”，但不能确定是否是真话。
《Re·Act》中登场的时候，是由白莲使用TATARI的能力具现化的产物。为了与正品区别，言行都相当粗野，因此也被称为“恶（日语与爱尔奎特的爱尔发音相似）奎特”。
原始版中使用与爱尔奎特相同的技能，《Re·Act》时全部被翻新。继承了爱尔奎特在接近战中的优势，并提高了机动性、增加了飞行道具等。由于和普通角色的操作感大相径庭，防御力也较为低下，因此是需要适应才能用好的角色。
另外，就“暴走爱尔奎特是否就是朱月”的问题，原作的爱好者间一直在争论着。
真祖爱尔奎特/日语：(MBAACC)/日语：(MBAA)/Archetype：Earth
Arc Drive：
Last Arc：
- 登场作品：歌月十夜

在PS2版《Actress Again》中，作为隐藏角色追加。在罗亚、式的结局中也有登场。
爱尔奎特的深层意识“朱月”浮现到表面上的存在。作为主人君临千年城时代的，爱尔奎特·布倫史達特被切断长发前的姿态。使用着与王族身份相称的高压、傲慢的语气，不过由于本质上还是熟悉的爱尔奎特，战败时会回复到原本的语气。
同时持有爱尔奎特与暴走爱尔奎特的技能，在各方面都堪称最强。与其他角色不同地不存在模式选择，使用独有的（或者说Boss独有的）月蚀模式。战斗模式中与爱尔奎特的形态相同，只有在使用EX技能等需要消费魔术回路的技能时才会变化为长裙装。
在PC版《Actress Again Current Code》，變成可選擇之角色。並且將所有技能修正，技能上修正為使用地球的自然力量攻擊，變成中近距離角色。

### 远野秋叶
配音：一美（原始版~Actress Again）/下地紫野（TYPE LUMINA~）
远野秋叶/日语：/Akiha Tohno
- 主武装：檻髪、混血的体能

Arc Drive：赤主・檻髪（日语：赤主・檻髪（せきしゅ·おりがみ））
Last Arc：赤主遍生・緋の火槌（日语：赤主遍生・緋の火槌（せきしゅへんせい・ひのかずち））
- 登场作品：月姬

志贵之妹，远野家现任当主。祖先中有非人存在的混血。
使用夺取对手温度的“略夺”能力战斗，在画面上则是以基于檻髪设定的红色头发表现。机动力较低，但拥有飞行道具、陷阱设置等技能协助控场。此外，还有各种攻击范围较远的踢技，是在中距离牵制上较能体现优势的角色。
Actress Again初版中，半月模式下JC过于强势而拥有“H秋叶”的别名，不过在Ver.A中受到了调整。
赤主秋叶/日语：/Vermillion Akiha
- 别称：红赤朱秋叶/日语：/くれないせきしゅ あきは
- 主武装：赫訳之爪、檻髪

Arc Drive：赤主·遍生（日语：赤主·遍生（せきしゅ·へんせい））
Last Arc：赤主遍生·朱宴良坂（日语：赤主遍生·朱宴の良坂 （せきしゅ·しゅえんのひらさか）
- 登场作品：月姬

秋叶心中不安的具现化（具体参考月姬）、或秋叶稍微认真起来的状态（Re·Act以后作为玩家角色时采用这个设定）。
原始版及Re·Act中为“紅赤朱”、Act Cadenza以后采用“赤主”作为角色名称。紅赤朱时代拥有能靠攻击对手恢复自身体力的技能、还有仅仅接近对手就能消减对方体力的特殊能力。
除了普通版秋叶的控场设置技外，能2次进行空Dash等，和普通版相比较为强化了机动力。Re·Act以后被削弱，体力也降低到全角色中最低水平（严格的说全部角色的体力都是相同的，只是这个角色相对其他角色来说防御系数整体很低）。
Actress Again中Arc Drive有了变化。
制服秋叶/日语：/Akiha Tohno (School uniform ver.)
Arc Drive：
Last Arc：
- 登场作品：月姬

PS2版Actress Again中新增加的角色。
作为秋叶穿着浅上女学院制服的版本，和远野秋叶就是同一个人，不过被作为不同的角色对待。
比其他角色更加强调不同模式下性能的差异，具体来说，新月模式下是普通攻击只有踢技，但一击威力较重的力量型，满月模式下是普通攻击只有拳技，需要较多操作的速度型角色等。
G秋葉/日语：/G-Akiha
- 登场作品：MELTY BLOOD

CPU专用角色，原始版、Re·Act中作为剧情模式下O路线的Boss登场。Re·Act中也在Giant Attack模式中登场。Act Cadenza中没有出现过，PS2版Actress Again中则是在BossRush模式中登场。
被在TATARI影响下的琥珀打了怪药“まききゅーX”而巨人化的秋叶。
角色造型、技能很大程度上借鉴了《X-MEN VS. STREET FIGHTER》及《MARVEL SUPER HEROES VS. STREET FIGHTER》中登场的Boss角色アポカリプス。原本开发时准备将秋叶的点阵图进行放大来表现，不过由于渡边制作所方面提出的“不如做成アポカリプス那样好了”的建议被TYPE-MOON方面接受（主笔的奈须蘑菇也很喜欢アポカリプス），结果就成为了现在的样子。
原始版中只有从眼睛射出激光、猛击地板、拳击、手上产生钻头（？）攻击几种技能，PS2版Actress Again的BossRush模式中作为“G秋叶N”（N指梦魇（Nightmare））登场时，增加了若干技能（勾拳和抓人等）。

### 翡翠&琥珀
翡翠/日语：/Hisui/配音：松来未祐（原始版~Actress Again）/市之瀨加那（TYPE LUMINA~）
- 主武装：抹布、打扫用具、洗脑

Arc Drive：
Last Arc：
- 登场作品：月姬

随攻略本追加的翡翠单人版。服侍远野家的女佣，主要工作是照顾健康状况不佳的志贵。由于受到TATARI的影响突然开眼，具有了能与其他角色（某种意义上来说，非人）抗衡的战斗力。
借助各种家具及生活用品，及歌月十夜中奇怪拳法的升级版“暗黑翡翠拳”（日语：暗黒翡翠拳），及由于原作中的误字、漏字等产生的“洗脑侦探”（日语：洗脳探偵）能力衍生出的“伪固有结界”等进行战斗。具体的技能名称也很令人无语。
机动性较低，但靠设置系技能及各种家具拥有范围较大的攻击技。连击伤害很高，虽然看起来柔弱不过其实是力量型角色。
琥珀/日语：/Kohaku/配音：高野直子（原始版~Actress Again）/桑原由氣（TYPE LUMINA~）
- 主武装：扫帚、植物、魔法药学（自称）

Arc Drive：
Last Arc：
- 登场作品：月姬

服侍秋叶的远野家女佣。翡翠的姐姐，平时穿着和服与围裙。由于从本篇中的各种阴影中得到解放变成了非常扭曲（？）的性格、原作者也说是最暴走的角色。神经也变得更粗了。
平时在远野家后院的“Psycho Garden”培育可疑的植物，在位于大屋地下的“远野家地下帝国”开发“マキキューX”之类的怪药和机械翡翠等奇怪的发明，战斗中则是使用内藏长刀的竹帚、变身为旗袍使用中国拳法、变身成魔法少女坐着扫帚在天上飞、拿着标有危险字样的球体等等，活跃到把这些全算到TATARI头上的话它似乎有点可怜的程度。
Re·Act中揭示出讨厌妖怪（猫姬）等、被猫姬吐槽为“腹黑围裙（日语：腹黒割烹着）”。Actress Again中在自己的路线中，做出由于随便做的大崩坏预报装置产生反应，发现到自己关于共同开发者希翁的记忆被篡改这种超脱正常人水平的事。另外，也看穿红摩是由TATARI产生的幻影、机械翡翠路线中夺取了赫尔梅斯等，猛冲到失控的地步。漫画第2部（7-9卷）中，由于沾染TATARI的残渣而大暴走，为发动远野家侵占计划量产机械翡翠导致远野家破产。
扫帚的攻击距离是最大的武器。此外，在各种奇怪物品的辅助下进行连携攻击也拥有很高的压制性。
机械翡翠/日语：/Mech-HISUI/配音：松来未祐（原始版~Actress Again）
- 主武装：各种魔法武器

Arc Drive：
Last Arc：
- 登场作品：MELTY BLOOD

琥珀仿照翡翠制作的“愉快型城市压制兵器”。在月姬本篇中本来已经失败，琥珀为了“某个目的”计划卷土重来的妄想由TATARI具现化而完成。尽管是偶然的产物，但在Re·Act中已经成功量产了的样子。
手指内藏机枪、从手腕和裙底发射导弹等，取材自人造人009中的004。此外，还能从眼睛发射镭射，空中后冲会飞起来等，充满了来自萝卜作品的捏他。此外还使用着PSO中出现的武器（Act Cadenza中还由原作世嘉公司担任机械翡翠的武器监修）、仿佛PSO中的角色一样。动力来源是“魔法心脏”和“橡胶辊”，不过由于有充电表现所以真假不明。
Act Cadenza中，反抗了创造者琥珀，其后在Actress Again中侍奉着不明的角色、为解决各地的SOS信号而奔走，最终心中想着最爱的人并因过度损伤而停止活动等，本身的剧情相当萝卜王道路线。
漫画第2部中，由于量产机械翡翠导致远野家破产而被愤怒的秋叶一击全灭（当然这是不可能回本的）。
动作较为迟钝，但对空、制空能力很强，攻击距离也较长。此外，是本作中罕有的拥有丰富飞行道具的角色，较为适合采用趁虚而入的打法。

### 莲
身高：132 cm 体重：33 kg 三围：63/48/61 生日：9月9日 血型：不明
配音：水橋香織
蓮/日语：/Len
- 主武装：干涉梦境、魔术

Arc Drive：
Last Arc：
- 登场作品：歌月十夜

Re·Act版新增角色。
爱尔奎特的使魔。拥有使人类梦见所希望的梦境能力的梦魔。歌月十夜中最终改认志贵为Master。
由于非常寡默，在游戏中几乎没有出过声（由铃铛的声音代替）。
体型很小，蹲下时会变成黑猫的样子进一步小型化；有这个状态下也可以移动的特殊设定。
Re·Act时并不算是强力的角色，但由于空中战的强势、配置猫压制地面再加以强力连击的战法的形成，成为了在比赛场上经常出现的角色。以广大的攻击范围起手也很强大。
白蓮/日语：/White Len
Arc Drive：
Last Arc：
- 登场作品：MELTY BLOOD Re·Act

Re·Act版新增角色，不过在Re·Act、Act Cadenza（街机原始版、Ver.A、PS2版）中都是CPU专用角色，直到Act Cadenza（街机版Ver.B、PC版）中才成为玩家角色。
是苍崎青子以TATARI的残渣具现化的、莲平时没有使用的“积极的人格”。基本颜色是和莲形成对比的白色。拥有一部分作为TATARI的力量与知识。心象风景为“仲夏的雪原”。青子打算让她当自己的使魔，不过她却不听话，并引发了Re·Act（街机模式）中一连串的事件。Actress Again青子路线的对话中，似乎是青子在具现化她的时候失败了的样子。
性格和莲完全不同，做作无礼又唠叨。虽然平时表现得很从容，但也有因为被自己当成同类的暴走爱尔奎特及七夜的反叛而哑口无言、没能预测到机械翡翠和猫姬的出现等，有些天真的一面。特别是非常拿猫姬没辙。
Re·Act中，用莲的能力及TATARI的力量，产生出瓦拉齐亚之夜、尼禄·卡欧斯、七夜志贵、暴走爱尔奎特等，企图代替莲本身。
Act Cadenza中，最终与莲和解而达成共存。还有由于莲想守护的、对于白莲也很重要的志贵被猫姬拐走，晚上出门前去营救而出现的，莲和都古为此担心的场面。PS2版中被称作“新增加了傲娇属性”，并且在其后的系列作品中更加强烈地表现出这个趋势。
2006年12月移植的Ver.B中，成为了玩家可操作的角色。为了寻找适合自己的Master打破和爱尔奎特的契约，最终选了七夜志贵为Master，订下契约后成为了他的使魔（虽然说是“没办法呀”，不过从以后的情节来看应该是对七夜产生了好感）。不过在《アーネンエルベの一日》中，是反过来将七夜当作使魔对待。另外，Actress Again的七夜的剧情中本来因为七夜前去与红摩决战而中止了契约，但在白莲的剧情中面对“没理由活下去，不如就此消失好了”的七夜以“（七夜）最不希望的事”“作为Master，活（存在）下去直到消失为止吧”为理由而再次订下契约。
拥有与莲相似的技能，但基本是另一名角色。Act Cadenza Ver.B以后蹲下也不会猫化、冲刺时会产生分身迷惑对手（虽然操作者本人也可能比较混乱）等、更增添了复杂性。
Actress Again中重新调整了必杀技，成为了比莲更擅长远距离攻击的角色。

### 其他混血
有間都古/日语：/Miyako Arima/配音：倖月美和（原始版~Actress Again）/金元寿子（TYPE LUMINA~）
- 身高：131 cm 体重：35 kg 三围：60/46/62 生日：5月4日 血型：O型
- 主武装：八极拳

Arc Drive：
Last Arc：
- 登场作品：MELTY BLOOD

《月姬》故事开始前的八年间，志贵寄住的远野家分家——有间家的长女。小学6年级。志贵的另一个“妹妹”。月姬以后才被设定的角色，名字曾在歌月十夜中提到过。虽然很喜欢哥哥志贵，但由于害羞所谓交流几乎都是突然冲到志贵怀里导致他被击倒收场。用着“八极拳（笑）”，不过由于TATARI的影响暂时变成了真货。
原始版中在O路线被TATARI附身，作为真正黑幕及最终Boss登场。Re·Act以后算是能正常地和志贵对话，不过也引起了猫姬的注意。把七夜称为“野生的哥哥”。由于从志贵接受的错误知识，誤认为秋叶是远野家大宅中最可怕的存在。另外也非常害怕琥珀。
因为身材矮小攻击距离很短，但地上和空中的技能都有优秀的性能，跳的时候上升·下降速度很快，也容易进行连击，机动力高。是本系列中少有的接近战系角色。
轧间红摩/日语：/Kouma Kishima/配音：小杉十郎太（原始版~Actress Again）/濱野大輝（TYPE LUMINA~）
- 主武装：粉粹之腕（日语：圧壊の腕）、炎獄

Arc Drive：
Last Arc：
- 登场作品：歌月十夜、MELTY BLOOD Act Cadenza

远野家分家，轧间家当主。曾参与远野秋叶之父·远野槙久发起的消灭七夜家之战，并杀死了志贵之父·七夜黄理。流有很浓的人外之血，被称作红赤朱忌讳着。
被TATARI以“人们所畏惧的鬼”在三咲町具现化，但由于原版的力量太强使得TATARI没能影响而保有自我。虽然对自己只是个幻影略有察觉，但只是在消失前继续战斗而已。
歌月十夜中作为志贵心中“死的形象化”而重现所以像恶鬼一样狂暴，但在MELTY BLOOD中可以看出他其实在战斗外是超然如同仙人一样的性格。能够使用歌月十夜中“志贵的印象”再现版所不能使用的“灼熱”能力。在青子的路线中，也有在森林中修行参悟的本人登场的情节。
攻击力、机动性高，虽然动作略显夸张但投技、打击技、起攻技都比较优秀，属于偏重攻击的角色。

### 其他吸血鬼
尼祿‧卡歐斯/日语：/Nrvnqsr Chaos/配音：中田讓治
- 主武装：混沌、兽之因子

Arc Drive：
Last Arc：
- 登场作品：月姬

被列为死徒二十七祖之一的吸血鬼。可以将体内的666种兽之因子与相同数量的生命类似使魔地操纵。与翡翠同样是经由升级补丁成为可操作的角色。
原始版及Re·Act中已被消灭，但由瓦拉齐亚之夜、白莲所具现化作为TATARI或噩梦出现。Act Cadenza中登场的是尚未在原作（月姬）中被消灭的本人。以彷徨海之鬼之名为瓦拉齐亚之夜所知、作为同样的曾为人类的研究者其有“也有想要谈谈的意思呢”的台词。另外，也揭露出对奇妙生物猫姬感兴趣、试图捕捉它的新的一面。Actress Again中，曾与瓦拉齐亚之夜的前代第13位的祖交换盟约，不过“也就是叫来帮手打的程度（所以即使和瓦拉齐亚之夜开战也可以）”。
本系列中属于体型较大的角色，特征是借操作666匹兽进行的范围广大的普通技攻击。飞行道具也很丰富。Actress Again中为了配合模式系统，兽的种类和特性也大幅增加。
瓦拉齊亞之夜/日语：/Warachia/配音：増谷康紀
- 身高：180 cm 体重：67 kg 生日：5月30日 血型：A型
- 主武装：死徒的体能、TATARI

Arc Drive：
Last Arc：
- 登场作品：MELTY BLOOD

诅咒（“TATARI”）。被视为“存在”但没有人见过真正姿态的吸血鬼。死徒二十七祖中位列第13位。
实际上是依照一定周期，在满足一定条件的地方具现化的一种“现象”。提前于特定的地方操作人们的不安和流言（日语：噂）、将在小范围内流传的共有常识“恶性情报”进行放大、收敛直到浮现出一个鲜明的形象，再依照流言中的模样、能力等将它赋予实体的“将形态化为周围人的心中的形态的固有结界”。所谓的瓦拉齐亚之夜是以初次发现此现象的地名所命名的俗称。由于是根据流言所形成，因此每次的具体形态及能力都会有所差异，因此被称为“不确定（UNKNOWN）”（日语：正体不在）。
由于是已经不存在于这个世界的固有结界因此只能持续一个夜晚，但反过来说即使消灭了TATARI的形体，只要无法消灭产生出TATARI的系统就无法消灭，是满足一定的条件就能永远存在的死徒。没有作为情报来源的人类就无法存在，依照人类的想象体现出和真实样貌不同的姿态很难说清究竟是特性使然还是个人兴趣，也经常说出以舞台剧为譬喻的发言。
TATARI得到形体后虽然具有自己的意识，但基本是依照周围人类的想象（流言）为行动规则。不过，不论原本的传言为何，都会向着“杀光产生流言的地区的全部人类”这一固定的方向性上扭曲。偶尔会以附身于与TATARI合拍的人类身上，将那个人类所想的、或那个人类对周围人的印象具现化的方式发生。虽然这个状态下并不会直接杀戮人类，但结果是产生出了G秋叶这种比本来的TATARI更要命的噩梦。
本名为翠皮亞‧艾爾娜‧奧貝隆（日语：ズェピア・エルトナム・オベローン），希翁的祖先。原本和希翁一样，是亚特拉斯院的魔术师兼院长。抵达了初代亚特拉斯院院长所证明的名为“未来的毁灭（日语：未来の滅び）”的答案，因为找不出回避的方法而发狂。为了强化自己成为吸血鬼、其后因挑战第六法失败而消散。但作为保险，在那之前已经完成了产生出TATARI的模式，借助与阿尔特露琪·布倫史達特（日语：アルトルージュ・ブリュンスタッド，爱尔奎特的姐姐）订下契约所得到的力量将自己消散的灵子化为“现象”，为继续进行对第六法的挑战，将凭TATARI得到真祖的肉体作为其目标。
原始版在K路线中将“现象”还原为死徒而被消灭。Re·Act版中作为后日谈，以失去TATARI能力的部分披着翠皮亞的外壳登场。Act Cadenza中作为化为翠皮亞形态的TATARI登场。
同时拥有理性的研究者与疯狂的求知者的侧面，藉由声优増谷康紀的卖力演出（Arc Drive时的“CUT”连呼、更加卖力的Last Arc及胜利台词等）得到很好的诠释。作者奈须蘑菇曾说过“增谷在念那些冗长的台词时是没有NG过，一气呵成的呢”。
作为角色，使用翠皮亞的形态。是与尼禄·卡欧斯同样的大型角色，普通攻击的距离也很长。拥有能做出其他角色的幻影进行时间差攻击的能力。
在《Fate》世界線中則沒有發狂，仍然是亞特拉斯院的現任院長。也是希翁的養父。興趣是觀賞戲劇。
弓塚五月/日语：/Yumiduka satsuki/配音：南央美
- 主武装：死徒的体能

Arc Drive：
Last Arc：
- 登场作品：月姬

Re·Act版新增角色。被卷入三咲町发生的连续杀人事件中而化为死徒的少女。
原作中是必然死去的角色，在MELTY BLOOD原始版中也采用已死的设定，但在Re·Act以后采用“如果成为死徒的五月没有杀人仍然活下来了”的“if”设定展开。另外，由于当作已死对待，志贵似乎并没注意到她就是五月（胜利台词是“很像弓塚同学呢”等）。
和希翁、莲组成了“后巷同盟”并结下了深厚的友谊，偶尔也会把白莲也算上（Actress Again中追加了莉兹·拜斐）。为了维持身体每周200cc的血液就足够而没有考虑过食物的事情，Ver.B中有吃猫姬送给白莲的过期猫罐头的情节。有着各种“不幸”“薄幸”的梗，一般也表现得很柔弱，不过偶尔会在胜利台词中表现出吸血鬼的语气。自称“正义的吸血鬼”。Actress Again中未被欧西里斯之砂改变记忆（记得关于希翁的事）。
TYPE-MOON设定中，原始版的情节是“接续五月普通结局”的，不过并没有发表所谓的五月路线。奈须蘑菇表示在Re·Act中的展开是与原本的五月路线完全背道而驰的。此外，在《月箱》中被表明将在五月路线中使用的废弃工厂也在本系列中作为志贵与五月经历“某次分别”的地方登场。Re·Act以后被当作五月的住所。在Ver.B废气工厂被混沌猫姬们占领的关卡中，五月在背景中登场。
主要使用打击、投技战斗的力量型角色，利用范围极广的对空投技构成独特的连续技。对志贵及七夜时Another Arc Drive的性能会产生变化。
米海爾‧羅亞‧巴爾達庸/日语：/Michael Roa Valdamjong
- 配音：成田劍（Actress Again）/阿座上洋平（TYPE LUMINA~）
- 主武装：数秘纹之雷霆

Arc Drive：
Last Arc：空洞航路·十七转生（日语：空洞航路·十七転生（くうどうこうろ·じゅうななてんせい））
- 登场作品：月姬

Actress Again中的新增角色。
一般称为“罗亚”。曾经潜伏于三咲町的吸血鬼，死徒二十七祖中位列番外。
通过研究完成了转生的魔术，能够将灵魂转生到特别的婴儿身上。Actress Again的时间点中原本已被消灭，不是由人而被由土地的记忆中，被TATARI所再现而登场。
原作中根据所选路线不同姿态与性格略有差异，本作中以表路线的姿态登场。罗亚转生的性格很大程度上会受到转生目标原本的性格所影响，因此转生到远野四季身上的本代罗亚会做出称呼尼禄·卡欧斯为“老爷（日语：ダンナ）”这种比起原本的性格显得像个不良野小子一样的行为。不过，以雷的魔术与体术战斗、胜利时的画面演出会披上类似神父的衣装等，也有显得比《月姬》中更接近原本的罗亚的一面。
此外，自歌月十夜以来逐渐沦为搞笑角色。虽然在各种角色的剧情中登场但总之作为“新人”遭到了集体欺负，连不幸少女五月和搞笑角色白莲都能欺负他；五月似乎根本没注意到自己是罗亚的后裔吸血鬼的样子。在五月路线中被劝诱加入后巷同盟的后辈，不过白莲表示他是“后巷同盟食物链最底层”。白莲路线中被设定为已经在五月路线中败给五月，听了白莲的话感受到“必须得拼上老命啊”般的威胁。
月姬人气投票中被解说为能使用使魔术能力加倍的固有结界“Over load（过载）”（日语：オーバーロード（過負荷）），作品中也有如Last Arc台词“Overload·Gematria！（日语：オーバーロード・ゲマトリア！）”等，用固有结界强化自己所使用的数秘法（Gematria）的表现。
以设置式及移动攻击等要求技巧性的技能为后盾，主要使用普通攻击的角色。
弗洛福·阿尔汉格/日语：/Vlov Arkhangel
- 配音：津田健次郎
- 登场作品：月姬 -A piece of blue glass moon-

TYPE LUMINA中的新增角色。
被列为死徒二十七祖之一的吸血鬼，間接取代了尼祿‧卡歐斯的位置。
飛行道具速度快且範圍非常大，被指影響了平衡性。

### 圣堂教会
希耶爾/日语：/Ciel/配音：佐久間紅美（原始版~Actress Again）/本渡楓（TYPE LUMINA~）
- 主武装：黑键、体术

Arc Drive：
Last Arc：
- 登场作品：月姬

从属于异端讨伐组织圣堂教会旗下部门埋葬机关的代行者。
拥有本系列中罕见的，射程达到全版的飞行道具，并具有强力的起手技及高机动力的远近两用万能型角色。但由于缺乏决定性的攻击因此也可称为是平庸型角色。除了原作中所使用的黑键及第七圣典外，也使用踢技及拳击等体术进行战斗。
虽然本游戏初开发时剧情模式预计以她为重点展开，不过最后变成了黑历史。
莉茲‧拜斐‧史翠恩德伐利/日语：/Riesbyfe Stridbegr
- 配音：渡辺明乃

Arc Drive：
Last Arc：
- 登场作品：MELTY BLOOD Act Cadenza

Actress Again新增角色。
圣堂教会旗下异端审问骑士团之一，韦斯特尔弦盾骑士团团长。圣盾骑士。武器为拥有类似弦乐器外表的概念武装·正式外典迦玛列（日语：正式外典ガマリエル）。
在原始版故事发生3年前的TATARI之时，受教会派遣前去讨伐TATARI失败、为掩护希翁逃走独自对抗TATARI。生死不明。实际上尽管被TATARI吸收而死亡，但在正式外典的守护下减缓了被分解为情报的速率，因此直到Act Cadenza为止都作为生前情报的实体化（而不是TATARI）出现在能使用TATARI之力的吸血鬼希翁的Last Arc中。
Actress Again中被欧西里斯之砂作为改变为瓦拉齐亚之夜所预定的TATARI这一结局的重要因素，以及防卫机构，以持有生前能力的状态再构筑而登场。由此，是在瓦拉齐亚之夜迎来黎明就消失的存在；在自己的剧情路线中则是反逆欧西里斯之砂而消失。不过在希翁路线中，由于希翁于黎明前破坏了TATARI，并占用了2份分割思考免于消失。莉兹自己的说法是“常驻进程”。之后加入了后巷同盟，目前正在打工挣钱中。
坚持骑士道，信仰坚定，具有绅士风度、礼节周全又全无迷惘的态度，令包括希翁在内的旁人评价为认真的正经人，实际上那只是由超级草率、讨厌麻烦、做事根本没考虑后果造成的假象。感性也是会说出想要一台机械翡翠、觉得猫姬是“超可爱”“很幸福的小生物”，将Great Cats Village称为“乐园”等，非常独特的级别。喜欢有精神的女孩子，希翁和五月都属于有好感的类型。
判定距离很长，动作很大的攻击一旦命中将会给予不小伤害的强力角色，但也是速度缓慢、容易被夺去主导权的角色。
Actress Again全部角色中，唯一一名街机模式下的所有战斗都有剧情对话的角色。
在《空之境界》的忘却录音一章有同姓人物登场，擔任禮園校長職務。
諾艾爾/日语：/Noel
- 配音：茅野愛衣
- 登场作品：月姬 -A piece of blue glass moon-

TYPE LUMINA中的新增角色。
遠野志貴和希耶爾學校的老師，性格非常輕浮。在學校中非常平凡，但暗中卻是幫助希耶爾追殺羅亞的支援。
马力欧·贾罗·贝斯提诺/日语：/Mario Gallo Bestino/配音：佐倉綾音
- 登场作品：月姬 -A piece of blue glass moon-

TYPE LUMINA中的新增角色。
圣堂教会的代行祭司。
在苍崎青子的剧情模式中,雇用青子从澳大利亚赶来到日本消灭罗亚。事情解决后，由于认为青子行事实在过于粗暴而没有给她薪金，自己倒是差点被圣堂教会的上层给开除。

### 谜之生物
貓姬/日语：/Neco Arc/配音：柚木涼香（Re·ACT~Actress Again）/長谷川育美（TYPE LUMINA~）
- 别名日语：
- 主武装：锋利的爪子、光束、恐怕是火箭吧

Arc Drive：
Last Arc：
- 登场作品：月姬

Re·Act版新增角色（？）。Re·Act中是CPU专用角色。Act Cadenza中起先作为隐藏角色成为玩家可以选择的角色，其后于Ver.B正式成为可选择的角色。Actress Again中起初也是CPU专用角色，但由2008年10月18日开始成为可以选择的角色。
月姬BAD END后进入的提示角“教教我！知得留老师”（日语：教えて！ 知得留先生）中登场，知得留老师的学生。谜之吸血生物。必杀技是棒球和游泳（自称）。住在猫王国“Great Cats Village”，不过不知道是不是真的。和爱尔奎特不知道是不是有联系。
本角色目前正式名称为「ネコアルク」。Act Cadenza官方网站虽然介绍为“猫アルク”，但在PS2版官方网站开始改用“ネコアルク”作为名字。
PS2版Act Cadenza中的追加台词参考了コンバット越前的意见，而使用了他的名台词“机会难得嘛——”（日语：せっかくだから〜）（这是指本作由エコールソフトウェア移植了PS2版的事）。
Actress Again中使用了大量点阵图动画以表现流畅的动作。PS2版Actress Again中具有街机版与PS2版两条故事线路，PS2版故事线路并非“NECOARC-THE MOVIE-”而是因为剧场版《空之境界》的公开羡慕嫉妒恨结果袭击两仪式（该作品的主人公）的情节。
另外，基于“猫姬其实是6人的都市传说”，由6名声优出演。由于容量限制，大型机台版只使用了柚木涼香版，这也成为了预设版。其他尚有佐久間紅美、ひと美、倖月美和、夏樹リオ、水橋かおり5个版本、在PS2版Act Cadenza生存模式中使用猫姬打败22战登场的猫姬时就会开放选择。事实上除倖月美和与夏樹リオ以外的版本早在Re·Act时就准备收录，不过因为容量关系最终取消，奈须蘑菇也说“如果有机会的话想让其他的猫姬也登场”。
在《フェイト/タイガーころしあむアッパー》当中友情出演。
尽管个头超迷你但却和源头的爱尔奎特一样使用爪子攻击、以及独特的诡异动作和必杀技战斗。由于个头超迷你，一部分角色的必杀技打不到，所以对战时需要稍微的适应期。不过攻击距离也非常迷你、机动力算是高的但防御力却极端低下，属于高手向角色。
混沌貓姬/日语：/Neco-Arc Chaos/配音：中田讓治
- 主武装：精心磨砺的爪子、会发光的光束、大概是火箭吧

Arc Drive：
Last Arc：
- 登场作品：MELTY BLOOD Act Cadenza

PS2版Act Cadenza中作为隐藏角色追加，Actress Again街机版为CPU专用角色。
也被称为ネコカオス。因突然变异而出现的谜之生物。虽然长得很像猫姬，不过关联不明什么的已经懒得再去追究了。在《フェイト/タイガーころしあむアッパー》猫姬的剧情模式第7话中被视为和猫姬互为表里的存在（猫姬谈）、虽然猫姬向它寻求救援结果却被以将前往热海享受温泉旅行为由拒绝了。
迟于PS2版推出的Ver.B2中，在角色选择画面选择尼禄·卡欧斯按下START键就可以选择；Windows版Ver.B中则需要以任意角色通关街机模式1次后，方可在角色选择画面选择尼禄·卡欧斯按下D键进行选择。
起初基本是与猫姬相同的角色，不过在Ver.B2中进行了大幅的变更，能从超迷你的身体中飞出数倍于其超迷你体积的兽类，感觉倾向于尼禄·卡欧斯化了。月姬系列中第2名（只？）吸烟者，在蹲下时烟草部分也会产生攻击判定，对手接触到的话将会着火并受到微弱的伤害。
达米盎军/日语：/Damien Armies
- 登场作品：MELTY BLOOD Act Cadenza

CPU专用角色。在Windows版Act Cadenza Ver.B混沌猫姬的街机模式STAGE 5登场。
是混沌猫姬的必杀技“达米盎军”中出现的“精英猫部队达米盎军”的猫们。分别名为“猫姬·Black”“猫姬·Noir”“猫姬·Schwarz”及“猫姬·Nero”。接受“那一位”的预言，为了爬到原型混沌猫姬头上而前来挑战。
由于4只是分别登场，不全部打赢就不算一回合胜利（不过防御比原版低很多）。被击败的猫会在该场战斗中成为障碍物（类似使用翡翠某些技能所设置的椅子）。
混沌貓姬G666/日语：/Neco Chaos Black G666
- 登场作品：MELTY BLOOD Act Cadenza

CPU专用角色，在Windows版Act Cadenza Ver.B混沌猫姬的街机模式STAGE10中登场。另外，也在满足一定条件时出现的“Giant Attack G666”模式中出场。
“Doctor Amber”（琥珀）所制作的，“对妖怪猫无敌歼灭兵器”。虽然号称是混沌猫姬的完全克隆版，技能根本就不是一回事。
虽然拥有拳击、眼睛光束等与G秋叶类似的技能，不过并不像G秋叶一样是霸体状态，耐久力也较低。不过不能被投、一部分Arc Drive对它无效这点是一样的。
希耶尔貓姬/日语：/Neco Ciel/配音：本渡枫
- 登场作品：MELTY BLOOD: TYPE LUMINA

CPU专用角色，在TYPE LUMINA猫姬的街机模式STAGE10中登场。
秋叶貓姬/日语：/Neco Akiha/配音：下地紫野
- 登场作品：MELTY BLOOD: TYPE LUMINA

CPU专用角色，在TYPE LUMINA猫姬的街机模式STAGE10中登场。

### 其他
苍崎青子/日语：/Aoko Aozaki/配音：三石琴乃（Re·Act~Actress Again）/戸松遥（TYPE LUMINA~）
- 主武装：格斗技、高速咏唱发动攻性魔术、魔法・青

Arc Drive：
Last Arc：逆行运河·创世光年（日语：逆行運河・創世光年（ぎゃっこううんが·そうせいこうねん））
- 登场作品：月姬

Re·Act版新增角色。Re·Act版中作为CPU专用Boss角色登场。Act Cadenza中可以作为玩家角色使用。
对志贵年幼时的性格形成有着极大影响的人，被他称为“老师”尊敬着。世间仅存的5名（其中一名已死亡）魔法使之一。和月姬本篇的稳重感不同，以粗暴狂躁的形象登场，这种性格上的差异在Re·Act中曾经让志贵大吃一惊。Act Cadenza中受不知谁的委托前去接触（非幻影版）轧间红摩，根据其后推出的Actress Again的结局部分剧情推测，委托人可能是秋叶的样子。由于是魔法使，在Actress Again中并没被欧西里斯之砂操作记忆。
Re·Act登场时由于能几乎无限地放出各种攻击魔术，被冠以“人间导弹发射器”的别号，这在Act Cadenza中考虑到平衡性受到了大幅减弱，不过同时追加了各种格斗技。不过在PS2版Actress Again的Boss Rush模式中是以人间导弹发射器形态（？）登场，还具有了空中连技，可以说比Re·Act时更加凶悍了。
普通攻击的性能不良，长于通过设置式飞行道具控场、或者以此妨碍对手的攻防行动的角色。能够进行3段跳跃。
两仪式/日语：/Ryougi Shiki/配音：坂本真綾
- 主武装：小刀、直死之魔眼

Arc Drive：直死之魔眼 五景崩落、直死之魔眼 七景終落
Last Arc：无垢识·空之境界（日语：無垢識·空の境界（むくしき·からのきょうかい））
- 登场作品：空之境界

PS2版Actress Again新增角色。在街机模式满足一定条件时会在最终战后乱入（所使用的模式依照条件不同可能是新月或月蚀）。
并非月姬系列的角色，而是月姬系列剧本作者奈须蘑菇笔下与月姬具有相同世界观的小说作品《空之境界》的主角。除《アーネンエルベの一日》外与月姬全无关系（严格地说姓氏曾经在月姬中被提到过）。拥有与月姬的主人公远野志贵发音相同的名字、同样使用小刀、同样拥有异能“直死之魔眼”的角色。
与其他角色划清界限一般，是在欧西里斯之砂为主的剧本中唯一不是以欧西里斯之砂为最终Boss的角色。将欧西里斯之砂以“你、道路走偏了呢”的评价划为路障级别（像是反映这一态度一般，面对欧西里斯之砂没有发生对话也没有专用胜利台词），不过也由此被白莲评价为“荒唐的女人”。在最终战面对远野志贵时，暗藏的杀人冲动浮出表面。从结局可以知道她是由希望公主爱尔奎特被消灭而由“某”所派出的刺客，并说出了原作中的名台词“只要是活着的，就算是神也杀给你看”。
由于使用小刀作为武器，判定距离较短，不过还是比志贵和七夜的攻击距离略长。单发攻击威力较高的重火力型角色。连续技接续难度较大，属于高手级角色。战斗场面相当程度上还原了原作及剧场版中的氛围。Arc Drive及Another Arc Drive发动时与志贵和七夜一样会进入慢动作，但性能完全不同。
剑兵/日语：/Saber/配音：川澄綾子
- 主武装：約束勝利之劍

Arc Drive：
Last Arc：
- 登场作品：Fate/stay night

TYPE LUMINA新增角色。
并非月姬系列的角色，而是月姬系列剧本作者奈须蘑菇笔下的文字冒險遊戲作品《Fate/stay night》的女主角之一。本名为「阿尔托莉雅·潘多拉贡」。
不知为何被召唤到这个世界，当初以为将会参与圣杯战争但却发现自己并没有御主，后来甚至被远野家的女佣们认为是刺客而被襲擊。当遇见羅亞时，他表示能够在这个世界看到英灵而感到吃惊。结局中遇见爱尔奎特，得知自己手上拿着的約束勝利之劍事实上是来自月球的圣剑。对此感兴趣的爱尔奎特便向她挑战来测试圣剑的威力。
瑪修·基利艾拉特/日语：/Mash Kyrielight/配音：高桥李依
- 主武装：

Arc Drive：
Last Arc：
- 登场作品：Fate/Grand Order

TYPE LUMINA以DLC新增角色。
并非月姬系列的角色，而是月姬系列剧本作者奈须蘑菇笔下的卡牌手机遊戲作品《Fate/Grand Order》的女主角。從者職階为「盾兵」。
牛若丸/日语：/Ushiwakamaru/配音：早见沙织
- 主武装：

Arc Drive：
Last Arc：
- 登场作品：Fate/Grand Order

TYPE LUMINA以DLC新增角色。
并非月姬系列的角色，而是月姬系列剧本作者奈须蘑菇笔下的卡牌手机遊戲作品《Fate/Grand Order》的角色。從者職階为「骑兵」。
岩窟王/日语：/Edmond Dantès/配音：岛﨑信长
- 主武装：

Arc Drive：
Last Arc：
- 登场作品：Fate/Grand Order

TYPE LUMINA以DLC新增角色。
并非月姬系列的角色，而是月姬系列剧本作者奈须蘑菇笔下的卡牌手机遊戲作品《Fate/Grand Order》的角色。從者職階为「复仇者」。

### 组合
翡翠&琥珀
猫姬&机械翡翠
琥珀&机械翡翠

### 辅助角色
濑尾 晶/日语：/配音：水橋香織
- 登场作品：歌月十夜

在PS2版《Actress Again》对话中登场。秋叶的学妹兼友人。认识志贵。
月姬苍香/日语：
三泽羽居/日语：
- 登场作品：歌月十夜

在PS2版《Actress Again》对话中登场。没有台词。两人都是秋叶在学校宿舍的室友兼朋友。
欧西里斯改日语：/配音：夏樹莉緒
- 登场作品：广播剧CD《路地裏ピラミッドナイト》

希翁以欧西里斯之砂为原型制作的建筑机器人。形态为小型化的欧西里斯之砂。受希翁之命建造后巷同盟的住所。不过，由于10年来的笔友琥珀（こはっきー）所开发的终端（性能为300倍）而不再接受希翁的命令，转为在后巷建造巨大金字塔企图覆盖全世界。
远野四季/日语：
- 登场作品：漫画版

在本篇中被与罗亚视为同一人，但在志贵的回想中作为与罗亚不同的角色登场。
有间启子/日语：
- 登场作品：漫画版

都古的母亲，曾代为养育志贵。
时南朱鹭惠日语：
- 登场作品：漫画版

在都古的回想中以学生时代的姿态登场。 照看身体不太健康的志贵的女性。
时南宗玄/日语：
- 登场作品：漫画版

在都古的回想中登场。朱鹭惠的父亲。教都古使用八极拳的医生。
熊猫师匠/日语：/配音：野島健儿（幻想嘉年華）/金本涼輔（TYPE LUMINA）
- 登场作品：Character material

穿着背上有“七夜（日语：”字样熊猫布偶装的人（？）。寡言少语。
因为穿着熊猫布偶装的关系无法使用小刀（？），但使用着暗杀术（？）。具有与熊猫布偶外表完全不符的敏捷（？）动作。日后成为了都古的师父，不过在漫画版《MELTY BLOOD》中与都古一起登场了。
设定上令人感到熊猫师匠其实就是七夜志贵，其在漫画版中的举动也有这个倾向。
蒔寺枫/日语：
- 登场作品：Fate/stay night

在体验版《Act Cadenza Ver.B》测试用语音中被提及。
洗脑侦探/日语：
- 登场作品：Character material

在体验版《Act Cadenza Ver.B》测试用语音中被提及。
为了找出失踪的姐姐，迈向名侦探之路（？）的翡翠。
名台词是“把您犯人了（日语：”（原意为“您就是犯人”）和“请把房间带来（日语：”（原意为“我带您回房间”）。
藤丸立香/日语：/配音：岛﨑信长
- 登场作品：Fate/Grand Order

在《TYPE LUMINA》对话中登场。来自迦勒底的普通男子，为玛修的御主。

## 小彩蛋
以下皆为PC版中的小彩蛋。版本皆为最终（或最新）。

### 原始版
- 与有间都古战斗时，有非常低的概率在登场时出现弓塚五月的幻影（不对实际战斗产生影响）。
- 在使用或与机械翡翠战斗时，有非常低的几率出现特殊的登场、离场画面。
- 在使用爱尔奎特与希耶尔战斗时，如果一直使用AAA互相Counter，将会出现《歌月十夜》中的名场面。
- 琥珀保持蹲下超过30秒后，会开始说内容奇怪的台词。

### Re·Act
- 琥珀的ArcDrive若没有击中会有特殊的画面表现
- 弓塚五月对远野志贵或七夜志贵使出ArcDrive时效果会有变化
- 爱尔奎特的LastArc在对手为远野志贵或七夜志贵时会变为18HIT
- 按住D进入设定画面的话，可以进入选项更为丰富的里设定画面

### Act Cadenza
- 在电脑内时钟处于特定日期时，标题画面会有不同。
- 游戏光盘内附赠了数个用角色语音略加修改而成的恶搞版Windows系统音文档。
- 组队（2vs2）模式中，不同的角色组合都有恶搞意味丰富的“队伍名称”

## 衍生作品

### 漫畫
由本作原始版（主要是K及O2路线）所改编的漫畫版由《月刊CompAce》（角川書店）雜誌連載，由作畫，已于第9册宣告完结。
由同一作者以本作中形成的新角色组合“后巷同盟”（日语：路地裏同盟）为主角创作的《MELTY BLOOD X》于同一個杂志连载。

MELTY BLOOD
| 冊數 | 角川書店       | 角川書店               | 台灣角川       | 台灣角川               |
| 冊數 | 發售日期       | ISBN                   | 發售日期       | ISBN                   |
| ---- | -------------- | ---------------------- | -------------- | ---------------------- |
| 1    | 2006年4月7日   | ISBN 978-4-04-713818-5 | 2007年8月28日  | ISBN 978-986-174-439-1 |
| 2    | 2006年12月22日 | ISBN 978-4-04-713891-6 | 2007年10月24日 | ISBN 978-986-174-504-6 |
| 3    | 2007年9月26日  | ISBN 978-4-04-713964-0 | 2008年7月2日   | ISBN 978-986-174-706-4 |
| 4    | 2008年4月26日  | ISBN 978-4-04-715016-4 | 2008年11月15日 | ISBN 978-986-174-900-6 |
| 5    | 2008年8月26日  | ISBN 978-4-04-715096-6 | 2009年4月10日  | ISBN 978-986-237-066-7 |
| 6    | 2009年1月22日  | ISBN 978-4-04-715166-6 | 2009年9月5日   | ISBN 978-986-237-277-7 |
| 7    | 2009年8月26日  | ISBN 978-4-04-715278-6 | 2010年2月10日  | ISBN 978-986-237-527-3 |
| 8    | 2010年1月21日  | ISBN 978-4-04-715382-0 | 2010年8月27日  | ISBN 978-986-237-801-4 |
| 9    | 2010年8月26日  | ISBN 978-4-04-7155039  | 2011年2月22日  | ISBN 978-986-287-069-3 |

MELTY BLOOD X
| 冊數 | 角川書店      | 角川書店               | 台灣角川      | 台灣角川               |
| 冊數 | 發售日期      | ISBN                   | 發售日期      | ISBN                   |
| ---- | ------------- | ---------------------- | ------------- | ---------------------- |
| 全   | 2011年5月26日 | ISBN 978-4-04-715702-6 | 2012年5月18日 | ISBN 978-986-287-736-4 |

### 广播剧
在具有TYPE-MOON公司旗下作品交叉世界观的广播剧《アーネンエルベの一日》中，登场角色采用了本作中的配音阵容而不是动画版“真月譚”的阵容，因此事实上本作的配音成为了官方阵容。
于2010年某期《Comp ACE》杂志中，附赠了以“后巷同盟”为主角的本作广播剧CD。

### 对战卡片游戏

#### Lycee
本作目前已作为TYPE-MOON作品加盟著名卡片游戏制作公司Broccoli（ブロッコリー）旗下的大乱斗对战收集卡片游戏Lycee系列。
ver.TYPE-MOON ver1.0
```
  2005年12月22日発売
  参战作品：『月姫』『MELTY BLOOD』『Fate/stay night』
```

ver.TYPE-MOON ver2.0
```
  2006年7月21日発売
  参战作品：『月姫』『MELTY BLOOD』『Fate/stay night』『Fate/hollow ataraxia』
```

ver.TYPE-MOON ver3.0
```
  2007年8月31日発売
  参战作品：『月姫』『MELTY BLOOD』『Fate/stay night』『Fate/hollow ataraxia』『Fate/Zero』『CHARACTER MATERIAL』
```

ver.TYPE-MOON ver4.0   
```
  2012年9月28日発売
  参战作品：『魔法使いの夜』『Fate/Prototype』『Fate/hollow ataraxia』『Fate/stay night』『MELTY BLOOD』『月姫』『まほうつかいの箱』
```

ver.TYPE-MOON verBASED EDITION
```
  2009年2月13日発売
  TYPE-MOON1.0  至 TYPE-MOON3.0 复刻收入
```

ver.TYPE-MOON ver空の境界
```
  2009年2月27日発売
  参战作品：『劇場版　空の境界』
```

#### Precious Memories
第34弾「魔法使いの夜」 2013年7月28日发售

#### Weiß Schwarz
2010年，本作加盟另一著名卡片游戏制作公司ブシロード旗下的大乱斗对战收集卡片游戏Weiß Schwarz（ヴァイスシュヴァルツ）。各角色卡牌颜色分配如下：
- 黄色：莲、白莲、爱尔奎特、暴走爱尔奎特、公主爱尔奎特、远野志贵、七夜志贵
- 绿色：希翁、吸血鬼希翁、欧西里斯之砂、利兹·拜斐、弓塚五月、瓦拉齐亚之夜
- 红色：远野秋叶、赤主秋叶、琥珀、翡翠、机械翡翠、有间都古、轧间红摩
- 蓝色：罗亚、苍崎青子、尼禄·卡欧斯、希耶尔、猫姬、混沌猫姬

### 攻略書
- 原始版
  - MELTY BLOOD公式攻略ガイドブック，2003年3月発売

MELTY BLOOD公式攻略Guide Book，对应PC版
ISBN 978-4-7580-1012-2
附有各角色的剧情对话表情图像、剧情模式路线攻略及精简版用语介绍。
- Re·ACT
  - MELTY BLOOD-Re・ACT- 公式攻略ガイドブック，2004年7月24日発売

MELTY BLOOD-Re・ACT- 公式攻略Guide Book，对应PC版
ISBN 978-4-7580-1021-4
- Act Cadenza
  - MELTY BLOOD Act Cadenza 公式攻略ガイドブック，2005年7月27日発売

MELTY BLOOD Act Cadenza 公式攻略Guide Book，对应大型机台版
ISBN 978-4-7580-1036-8
- - MELTY BLOOD Act Cadenza スターターガイドブック，2006年8月10日発売

MELTY BLOOD Act Cadenza Starter Guide Book，对应PS2版（Ver.B）
ISBN 978-4-7580-1065-8
- - MELTY BLOOD Act Cadenza 究極攻略バイブル，2006年12月16日発売

MELTY BLOOD Act Cadenza 究極攻略Bible，对应PS2版（Ver.B）
ISBN 978-4-7580-1067-2
附有角色技表·台词表及图片画廊
收录了白莲的技能资料，但当时还是CPU专用角色所以只记载了攻略对策
- Actress Again
  - MELTY BLOOD Actress Again 攻略ガイドブック，2009年2月25日発売

MELTY BLOOD Actress Again 攻略Guide Book，对应大型机台版
ISBN 978-4-7580-1131-0
附有图片画廊、各角色街机模式对话内容及结局图片
- - MELTY BLOOD Actress Again 公式コンプリートガイド，2009年9月1日発売

MELTY BLOOD Actress Again 公式Complete Guide，对应PS2版
ISBN 978-4-7973-5591-8
附有各角色街机模式、BossRush模式对话内容，对话表情图片及结局图片

## 外部連結
- CONCERTO -MELTY BLOOD公式情報-（2016年5月16日時点のアーカイブ）（日語）
- MELTY BLOOD Act Cadenza 公式ページ （页面存档备份，存于）（日語）
- MELTY BLOOD Act Cadenza（PlayStation 2版）公式ページ （页面存档备份，存于）（日語）
- MELTY BLOOD Act Cadenza（Windows版）公式ページ （页面存档备份，存于）（日語）
- MELTY BLOOD Actress Again 公式ページ （页面存档备份，存于）（日語）
- MELTY BLOOD Actress Again（PlayStation 2版）公式ページ （页面存档备份，存于）（日語）
- MELTY BLOOD Actress Again Current Code （页面存档备份，存于） - 公式サイト（日語）
- MELTY BLOOD Actress Again Current Code 公式ページ（2014年8月30日時点のアーカイブ）（日語）
- MELTY BLOOD Actress Again Current Code APM 公式ページ （页面存档备份，存于）（日語）
- TYPE-MOONによるMELTY BLOOD紹介ページ （页面存档备份，存于）（日語）
- フランスパンによるMELTY BLOOD Re・ACT -Final Tuned-紹介ページ （页面存档备份，存于）（日語）
- SEGAによるMELTY BLOOD Act Cadenza紹介ページ（2013年12月26日時点のアーカイブ）（日語）
- SEGAによるMELTY BLOOD Act Cadenza Ver.B紹介ページ（2013年12月26日時点のアーカイブ）（日語）
- 《MELTY BLOOD: TYPE LUMINA》官方網站 （页面存档备份，存于）（日語）
- MELTY BLOOD: TYPE LUMINA的X（前Twitter）（日語）